# Titulación náutica de recreo
Las titulaciones náuticas de recreo, títulos náuticos o títulos de recreo habilitan para el gobierno de embarcaciones de recreo y motos náuticas. En España, los títulos reconocidos habilitan para el gobierno de embarcaciones de recreo y motos náuticas abanderadas o registradas y matriculadas en España que sean utilizadas exclusivamente para actividades de recreo. En ningún caso los títulos náuticos habilitan para el gobierno de buques de recreo (buque de cualquier tipo, con independencia de su modo de propulsión, de eslora superior a 24 metros, con un arqueo bruto inferior a 3.000 toneladas y capacidad para transportar hasta 12 pasajeros sin contar la tripulación, destinado para la navegación de recreo, el turismo, el ocio, la práctica del deporte o la pesca no profesional, utilizado por su propietario o por cualesquiera otras personas, mediante arrendamiento, contrato de pasaje, cesión o cualquier otro título), ni para la realización de actividades profesionales marítimas a bordo de los mismos.

## Títulos náuticos y licencia habilitantes
Los títulos náuticos son, por orden de más a menos atribuciones, los siguientes:

a) Capitán de yate (CY)

b) Patrón de yate (PY)

c) Patrón de embarcaciones de recreo (PER)

d) Patrón de navegación básica (PNB)

e) Licencia de navegación (LN)

La licencia de navegación y los títulos de patrón de navegación básica (PNB) y patrón de embarcaciones de recreo (PER) se podrán obtener de forma directa. Sin embargo, para la obtención de los títulos de patrón de yate y capitán de yate será necesario estar en posesión del título inmediatamente inferior.
Para el gobierno de embarcaciones a motor con una potencia máxima de 11,26 kilovatios y hasta 5 metros de eslora, de embarcaciones de vela hasta 6 metros de eslora y de artefactos flotantes o de playa, a excepción de las motos náuticas, no será preciso estar en posesión de las titulaciones anteriormente citadas siempre que no se alejen más de 2 millas náuticas de un puerto, marina o lugar de abrigo y la actividad se realice en régimen de navegación diurna (navegación que se realiza entre el orto y el ocaso).
| Distintivo | Título                              | Eslora max. (metros)                                                            | Zona (millas)     | Moto náutica | Notas |
| ---------- | ----------------------------------- | ------------------------------------------------------------------------------- | ----------------- | ------------ | --- |
|            | Capitán de yate                     | Embarcaciones de recreo: 24 Buques de recreo: sin límite (arqueo max.: 3000 GT) | Sin límite        | A            | Habilitación vela independiente                                                                                       |
|            | Patrón de yate                      | 24                                                                              | 150               | A            | Habilitación vela independiente                                                                                       |
|            | Patrón de embarcaciones de recreo   | 15 (→24)                                                                        | 12 (→Baleares)    | A            | Habilitación vela independiente. Habilitación 24 m. y navegación a Baleares opcional                                  |
|            | Patrón de navegación básica         | 8                                                                               | 5                 | A            | Habilitación vela independiente                                                                                       |
| —          | Licencia de navegación              | 6                                                                               | 2                 | A            | Navegación diurna |
| —          | Autorización federativa ("titulín") | 6 (potencia max.: 40 kW)                                                        | Zonas delimitadas | —            | Navegación diurna (obsoleta; sustituida por Licencia de navegación, posibilidad de canje realizando 4h. de practicas) |
| —          | Sin título                          | motor: 5 (potencia max.: 11,26 kW)                                              | 2                 | —            | Navegación diurna |
| —          | Sin título                          | vela: 6                                                                         | 2                 | —            | Navegación diurna |

## Procedimiento y pruebas para la obtención de los títulos
Para la obtención de un títulos náuticos es necesario superar un reconocimiento psicofísico y, dependiendo de la titulación y del tipo de navegación a realizar, una prueba teórica, unas prácticas y un curso de formación:
- Prácticas básicas de seguridad y navegación (motor): prácticas obligatorias cuya realización y superación supone que el aspirante a una titulación náutica de recreo ha adquirido los conocimientos prácticos básicos suficientes para navegar, de acuerdo con las atribuciones que confiere cada título.
- Cursos de formación en radiocomunicaciones: habilita para la obtención del título de patrón de navegación básica y la operación de la estación radio de a bordo, de acuerdo a las atribuciones de dicho título.
- Curso de formación de radio-operador de corto alcance: curso de formación para la operación de la estación radio de a bordo de acuerdo a los requisitos de la Resolución 343 (REV. CMR-12) de la Unión Internacional de Telecomunicaciones.
- Curso de formación de radio-operador de largo alcance: curso de formación para la operación de la estación radio de a bordo de acuerdo a los requisitos de la Resolución 343 (REV. CMR-12) de la Unión Internacional de Telecomunicaciones.
- Prácticas de navegación a vela: prácticas complementarias de carácter voluntario, cuya realización y superación supone la capacidad para navegar a vela, de acuerdo con las atribuciones que confiere la titulación.
- Prácticas de navegación: prácticas complementarias de carácter voluntario, cuya realización y superación habilita a los poseedores del título de patrón de embarcaciones de recreo a navegar entre la península ibérica y las Islas Baleares.

Las prácticas básicas de seguridad y navegación (motor), las complementarias (de navegación y de navegación a vela) y los cursos de formación son impartidos por escuelas náuticas de recreo homologadas, a efectos de garantizar el cumplimiento de los principios de seguridad marítima, de la navegación y de la vida en la mar.
A excepción de las prácticas de seguridad y navegación (motor) para la obtención de la licencia de navegación y el título de patrón de navegación básica, así como las prácticas complementarias de vela, que podrán realizarse en aguas interiores, el resto de prácticas se desarrollarán siempre en aguas marítimas.

## Otorgamiento de títulos náuticos
Aprobado el examen teórico convocado por la administración competente y superadas las prácticas básicas y el curso de formación para operar los equipos de radiocomunicaciones correspondiente, la administración convocante del examen teórico, previa solicitud del interesado y pago de las tasas correspondientes, procede a la realización de la anotación registral constitutiva del título. El patrón de la embarcación, siempre que se haga a la mar, debe llevar a bordo el título en vigor.

## Validez de los títulos
Los títulos náuticos de recreo no están sujetos a caducidad, sin perjuicio de que una vez en posesión de cualquiera de ellos los de inferior rango queden anulados. Transcurridos 10 años deberá solicitarse su renovación. Asimismo, cuando los solicitantes hayan cumplido la edad de 70 años, la renovación deberá solicitarse cada 5 años.